# Legionelosis
La legionelosis, enfermedad del legionario o legionela es una enfermedad infecciosa provocada por una bacteria Gram negativa aeróbica, del género Legionella.
La infección puede manifestarse de dos formas distintas:
- la fiebre de Pontiac, que es la forma más leve de infección y cursa benévolamente,
- la enfermedad del legionario, nombre de la enfermedad y forma más severa de infección, que cursa con neumonía atípica y fiebre muy alta.

Un 90% de los casos de legionelosis es causada por Legionella pneumophila, un organismo ubicuo acuático que prospera a temperaturas entre 25 °C (77,0 °F) y 45 °C (113 °F), y un óptimo de 35 °C (95,0 °F).
Las epidemias de legionelosis suelen ser foco de atención de los medios de comunicación por su frecuente vinculación con instalaciones concretas. No obstante, esta enfermedad generalmente aparece como un caso aislado, no asociado con ningún brote oficialmente reconocido. La epidemia normalmente aparece en el verano o a principios de otoño, pero los casos pueden suceder a lo largo de todo el año.
Algunos infectados pueden tener síntomas leves o no mostrar ni siquiera síntomas. Alrededor de un 5% a un 30% de las personas que sufren la legionelosis fallecen, especialmente si se han retrasado los tratamientos antibióticos. Se considera que de 8.000 a 18.000 personas sufren la legionelosis en los EE. UU. cada año.[cita requerida]

## Historia
La enfermedad del legionario o legionelosis adquirió su denominación en 1976, cuando apareció un brote epidémico de neumonía entre los participantes de la 58.ª convención de la Legión Estadounidense en Filadelfia (EE. UU.).
El 18 de enero de 1977, unos científicos identificaron una bacteria previamente desconocida, como la causa de la misteriosa infección de la enfermedad del legionario. Era una bacteria del género Legionella del cual destaca la Legionella pneumophila.

## Epidemiología
Legionella se encuentra frecuentemente en cuerpos de agua naturales, sin embargo son los sistemas urbanos de aguas los que representan la principal fuente de enfermedad para los seres humanos. Legionella se reproduce en biopelículas dentro de los sistemas de agua y es relativamente resistente a los niveles de cloro del agua potable. Los desarrollos de sistemas de almacenamiento y generación de aerosoles tales como torres de refrigeración, spa, fuentes de aguas exteriores e interiores, duchas y atomizadores en tiendas de comestibles, han incrementado su transmisión.
Las personas de cualquier edad pueden desarrollar legionelosis, pero la enfermedad afecta más frecuentemente a hombres mayores de 45 años, fumadores e inmunodeprimidas (ya sea por enfermedades como el cáncer, diabetes o sida; dializados o que toman medicinas que suprimen el sistema inmunitario.
Los brotes de legionelosis aparecen cuando las personas han inhalado aerosoles que contienen agua (por ejemplo, los procedentes de las torres de agua para refrigeración de aire acondicionado, fuentes, aspersores de riego, duchas ) contaminados con la bacteria de la legionela. Las personas se pueden exponer a estos aerosoles en casa, lugares de trabajo, hospitales y lugares públicos. La legionelosis no se transmite de persona a persona y no hay pruebas de infección de la enfermedad en los aires acondicionados de los coches o en las unidades de aire acondicionado domésticas.
El mayor brote de legionelosis de la historia tuvo lugar en julio de 2001 en Murcia, España, con 6 muertos y más de 600 afectados. El foco fue localizado en varias torres de ventilación: en El Corte Inglés, en las consejerías de Sanidad y Agricultura, en el palacio de San Esteban y en la sede central de Caja Murcia.
Otro brote tuvo lugar durante el otoño de 2014 en Cataluña, España, con 10 fallecidos (seis en Sabadell y cuatro en Ripollet) y más de una cuarentena de infectados, cuatro de ellos hospitalizados y uno muy grave. El foco de este brote no ha sido aclarado.
Otro brote ha surgido en mayo de 2018 en la ciudad de Úbeda, Jaén, Andalucía con 4 personas ingresadas en la UCI, por ahora sin resolver.
El brote más nuevo hasta la fecha es el de la Provincia de Tucumán, República Argentina, con 5 muertos. El foco fue en Luz Medica, una clínica privada. Hasta el 4 de septiembre de 2022, faltan las pruebas confirmatorias de que realmente se trata de Legionella y qué especie sería, solo se tienen datos preliminares de metagenómica realizada en muestras de 3 pacientes

## Etiología
La legionelosis se produce por bacterias de la familia Legionellaceae la cual consiste en más de 42 especies. L. pneumophila es la especie más común, y causa el 90% de las legionelosis. El resto es producido por L. micdadei, L. bozemanii, L. dumoffii y L. longbeachae.

## Cuadro clínico
Los pacientes con legionelosis tienen normalmente fiebre, escalofríos y tos, que puede ser seca o con moco. Algunos pacientes tienen también dolores musculares, dolor de cabeza, cansancio, pérdida de apetito y, ocasionalmente, diarrea. Las pruebas de laboratorio indican que los riñones de estos pacientes no funcionan correctamente. La radiografía de tórax muestra frecuentemente una neumonía. Es difícil distinguir la enfermedad del legionario de otros tipos de neumonía simplemente por los síntomas; se necesitan otras pruebas para establecer su diagnóstico.
Recientes estudios muestran en macrófagos de rata, la muerte celular mediante la activación de receptores citosólicos Naip5 (Birc1e).
Las personas con fiebre de Pontiac sufren fiebre y dolores musculares y no tienen neumonía. Tardan en recobrarse de 2 a 5 días sin tratamiento.
El tiempo que transcurre desde la exposición del paciente a la bacteria y el comienzo de la enfermedad del legionario es de 2 a 5 días; para la fiebre de Pontiac, el plazo es menor, generalmente desde horas hasta 2 días. El inicio o recuperación es variable.

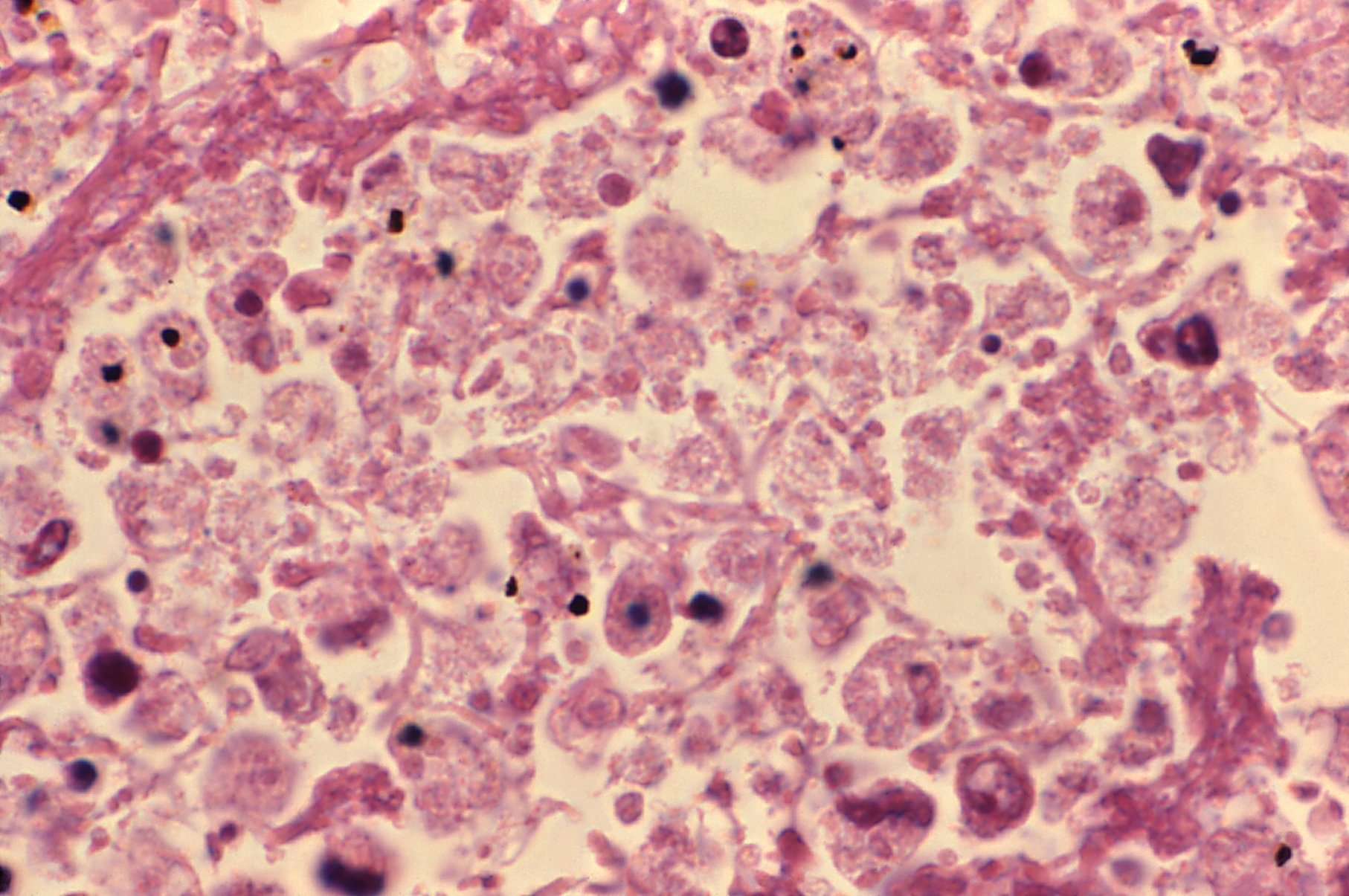
Micrografía con detalles en muestra de tejido pulmonar de un paciente con neumonía fatal, por la enfermedad del legionario. Tejido teñido con tinción hematoxilina-eosina (H&E), donde esos organismos, si están presentes en la muestra, se tiñen de rosa o rojo. Obsérvese los espacios alveolares muy congestionados y un infiltrado leucocitario en respuesta a la infección

## Diagnóstico
A pesar de su fácil crecimiento en los sistemas de agua, es bastante difícil de cultivar in vitro. Como consecuencia, la mayoría de los diagnósticos se basan en técnicas serológicas para detectar el aumento de anticuerpos. El diagnóstico de la legionelosis requiere una prueba especial que no se realiza de forma rutinaria en las personas que tienen fiebre o neumonía. Por lo tanto, el médico debe considerar la posibilidad de legionelosis con vistas a obtener las pruebas adecuadas. El esputo, el líquido pleural, los lavados bronquiales, y las biopsias o aspirados pulmonares se pueden examinar mediante inmunofluorescencia y con una modificación para espiroquetas de Dieterle.
Existen diversos tipos de pruebas. Las más útiles detectan la bacteria en el moco, encuentran antígenos de legionela en la orina o comparan los niveles de anticuerpos con la legionela en dos muestras sanguíneas obtenidas de 3 a 6 semanas.

## Tratamiento
La eritromicina y el levofloxacino son los antibióticos actualmente recomendados para tratar a las personas que sufren la enfermedad del legionario. En los casos más severos, se puede utilizar asociada como un segundo medicamento la rifampicina. Están disponibles otras sustancias medicinales para los pacientes que no toleran la eritromicina. La enfermedad de Pontiac no requiere un tratamiento específico.

## Prevención
Los fundamentos de la prevención de la legionelosis son el diseño y mantenimiento mejorados de las torres de refrigeración y los sistemas de conducción de agua —especialmente del agua caliente sanitaria—, para limitar el crecimiento y expansión de los microorganismos de la legionela.
Durante las epidemias, los investigadores de los departamentos de sanidad tratan de identificar la fuente de la enfermedad, hacen recomendaciones adecuadas de prevención y toman medidas de control, como la descontaminación de la fuente de agua. Las investigaciones actuales ofrecerán en el futuro otras estrategias de prevención adicionales.
La legionela es muy vulnerable a dosis altas de cloro. El soporte férrico influye en su crecimiento, por lo que se consigue mediante el hierro de las tuberías de agua y es muy peligrosa en las alcachofas de las duchas, por eso es mejor que sean de plástico.

- 70 - 80 °C (158 - 176 °F): rango de desinfección
- A 66 °C (150,8 °F): Legionellae muere en 2 min
- A 60 °C (140 °F): se mueren dentro de 32 min
- A 55 °C (131 °F): se mueren dentro de los 5 a 6 h
- Arriba de 50 °C (122 °F): pueden sobrevivir pero no se multiplican
- 35 - 46 °C (95 to 115 °F): rango de crecimiento ideal
- 20 - 50 °C (68 to 122 °F): rango de crecimiento
- Debajo de 20 °C (68,0 °F): pueden sobrevivir pero están latentes

### Niveles de acción
El Grupo Europeo de Trabajo sobre Infecciones por Legionella (acrónimo en inglés EWGLI) se estableció en 1986 dentro del marco de la Unión Europea para compartir conocimientos y experiencias sobre las posibles fuentes de Legionella y de su control. Este grupo ha publicado directrices acerca de las acciones que deben tomarse para limitar el número de unidades formadoras de colonias (es decir, el "recuento aeróbico") de los microorganismos por mL a 30 °C (mínimo 48 h de incubación):
| Recuento aeróbico         | Legionella              | Acción requerida |
| ------------------------- | ----------------------- | --- |
| 10.000 o menos            | 1.000 o menos           | Sistema bajo control. |
| + de 10.000 hasta 100.000 | + de 1.000 hasta 10.000 | Revisión de programas de operaciones. El recuento debe ser confirmado por remuestreo inmediato. Si un recuento similar se encuentra una vez más, debe llevarse a cabo una revisión de las medidas de control y evaluación del riesgo, para identificar las medidas correctivas                                  |
| + de 100.000              | + de 10.000             | Implementar protocolos de acción correctiva. El sistema debe ser inmediatamente remuestreado. A continuación, se debe efectuar un pulso dosificado de biocida apropiado, como medida de precaución. La evaluación de riesgos y medidas de control deben ser revisados para identificar las acciones correctivas |

Casi todas las fuentes de aguas naturales contienen Legionella y su presencia no se debe tomar como una indicación de un problema. Las cifras presentadas son de recuento total de aerobios, rca / mL a 30 °C (mínimo 48 h de incubación) con recuento de colonias determinado por el método de vertido en placa según ISO 6222(21) o en placa de Petri y extracto de levadura agar. El aislamiento de Legionella se puede realizar utilizando el método desarrollado por el Centro de Control de Enfermedades de Estados Unidos utilizando levadura carbón tamponado agar extracto con antibióticos.
Muchas otras agencias gubernamentales, fabricantes de torres de refrigeración y organizaciones comerciales industriales han desarrollado pautas de diseño y mantenimiento para prevenir o controlar el crecimiento de Legionella en las torres de refrigeración. Sin embargo, en Estados Unidos no hay regulaciones que requieran pruebas o mantener cualquier nivel especificado en estas instalaciones.